# George Russell
George William Russell (n. 15 februarie 1998, King's Lynn, Anglia, Regatul Unit) este un pilot de curse britanic ce concurează în Campionatul Mondial de Formula 1 pentru constructorul german Mercedes. El a fost Campionul de Formula 2 din 2018 pentru echipa ART și Campionul Seriei GP3 din 2017.
După câștigarea Campionatului de Formula 2, Russell a semnat cu Williams pentru sezonul de Formula 1 din 2019, debutând la Marele Premiu al Australiei din 2019, alături de Robert Kubica. El a continuat să conducă pentru Williams până la sfârșitul sezonului 2021, acumulând în acest timp 16 puncte. La Marele Premiu al Sakhirului din 2020, Russell l-a înlocuit la Mercedes pe septuplul campion mondial, Lewis Hamilton, timp de o cursă, deoarece acesta a fost depistat pozitiv cu COVID-19. S-a calificat pe locul 2, cea mai bună poziție atinsă de el până la acea vreme. În cursă, a stabilit primul său tur rapid din carieră și a terminat pe locul 9, obținând, de asemenea, primele sale puncte din carieră.
Începând cu sezonul din 2022, Russell conduce pentru constructorul german Mercedes. În primul său sezon a terminat pe locul 4 în Campionatul la Piloți, a obținut primul său pole position la Marele Premiu al Ungariei din 2022 și prima sa victorie la Marele Premiu de la São Paulo din 2022.

## Cariera în Formula 1

### 2019-2021: Williams
În 2018, a dominat campionatul FIA Formula 2 și a câștigat titlul în fața lui Lando Norris și Alexander Albon, după ce a câștigat șapte curse cu ART. Pe 12 octombrie 2018, i s-a acordat un loc la Williams pentru 2019 pentru a conduce alături de Robert Kubica.

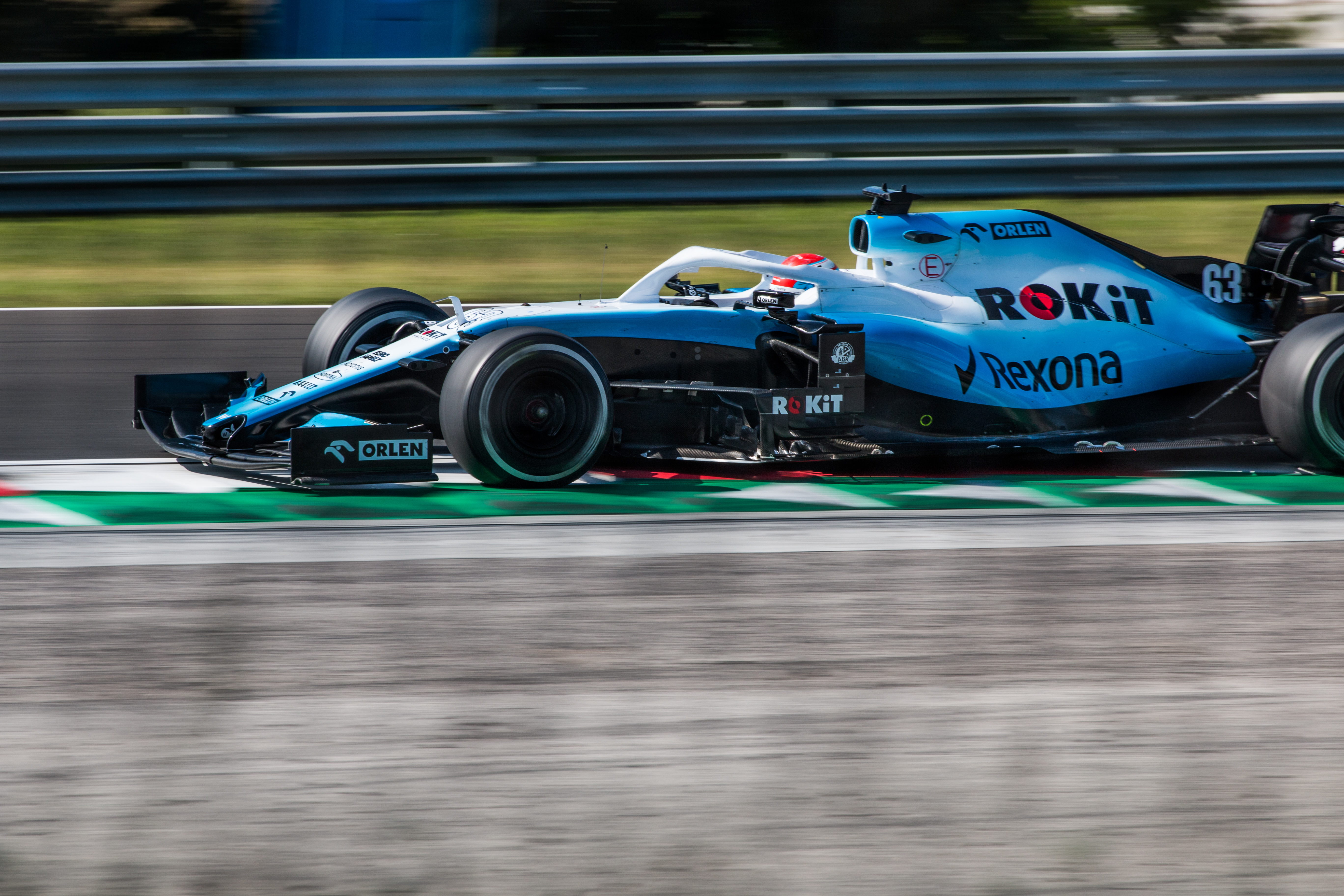
Russell în.

În 2019, a evoluat bine în prima jumătate a sezonului și și-a dominat coechipierul la toate aspectele, cu excepția punctelor, deoarece Kubica a marcat un punct în Marele Premiu al Germaniei din 2019, iar Russell a terminat pe locul 11, care a fost cel mai bun rezultat al anului la moment.
După performanțele sale bune, mulți se așteptau să fie în dispută pentru un loc la Mercedes în 2020, cu toate acestea, șeful Mercedes, Toto Wolff, a indicat că au avut în vedere doar doi șoferi, Valtteri Bottas și Esteban Ocon. Russell nu a reușit să marcheze puncte în a doua parte a anului 2019, dar și-a continuat dominația asupra lui Kubica atât sâmbăta, cât și duminica. Cele mai bune rezultate ale acestuia au fost locul 11 în Germania și 12 în Brazilia, dar, cu siguranță, a arătat cât este  de capabil și consecvent în weekendurile de cursă.
În 2020, echipa Williams arăta o ușoară îmbunătățire față de precedentul sezon, astfel că Russell reușea mai multe prezențe în Q2 (a doua parte a calificărilor) însă niciodată aceste performanțe nu s-au terminat pentru el cu un loc în puncte. Șansa sa a venit atunci când înainte de Marele Premiu al Sakhirului, pilotul echipei Mercedes, Lewis Hamilton, a fost depistat pozitiv cu coronavirus și a trebuit să intre în carantină, astfel că locul dorit de toți piloții din Formula 1 era liber. Nesurprinzător, cei de la Mercedes au apelat la Russell pentru a concura. A terminat calificările pe locul 2 în spatele colegului său, Valtteri Bottas, și avea o șansă bună la victorie. Cursa a început excelent pentru el, depășindu-l pe Bottas. A condus cea mai mare parte din cursă până la o greșeală a mecanicilor echipei care au montat pneurile greșite, astfel el pierzând timp prețios. După corectarea greșelii, Russell a reintrat în cursă în afară locurilor din puncte, fără nicio șansă la victorie. Totuși, el a reușit să mai recupereze din deficit și a terminat pe locul 9 în cursă acumulând 2 puncte și a stabilit cel mai rapid tur al cursei, fapt ce i-a adus încă un punct adițional. Acestea au fost primiele sale puncte acumulate în Formula 1 după 37 de curse în care a participat. Pentru Marele Premiu de la Abu Dhabi, ultima cursă a sezonului, Hamilton a revenit la Mercedes, astfel că Russell s-a întors la Williams.
Pentru 2021, Russell a fost confirmat din nou ca pilot al echipei Williams, avându-l drept coechipier pe același Nicholas Latifi. Russell a ajuns în Q3 pentru prima dată cu o mașină Williams la Marele Premiu al Austriei din 2021 și a început cursa de pe locul opt, cea mai înaltă clasare a echipei din 2017 încoace. El a terminat cursa pe locul 11, fiind depășit de Fernando Alonso în ultimele tururi. Russell a ajuns din nou în Q3 la Marele Premiu al Marii Britanii din 2021, dar a primit o penalizare pe grilă pentru că s-a ciocnit cu Carlos Sainz Jr. în sesiunea de calificări sprint. A terminat cursa pe locul 12. La Marele Premiu al Ungariei din 2021, Russell a venit de pe locul 17 pe grilă pentru a termina pe locul 8, cea mai bună poziție a sa din carieră (după descalificarea lui Sebastian Vettel), câștigând primele puncte pentru Williams. În sesiunea de calificări pentru Marele Premiu al Belgiei din 2021, afectată de ploaie, Russell s-a calificat pe locul doi în spatele lui Max Verstappen. Acesta a marcat primul start din prima linie pentru Williams de la Marele Premiu al Italiei din 2017. Cursa a fost întârziată de vremea umedă și în cele din urmă s-au parcurs doar două tururi, ambele în condiții de mașină de siguranță. Acest lucru i-a permis lui Russell să-și mențină poziția pe grilă și să-și revendice primul său podium în Formula 1.

### 2022-prezent: Mercedes

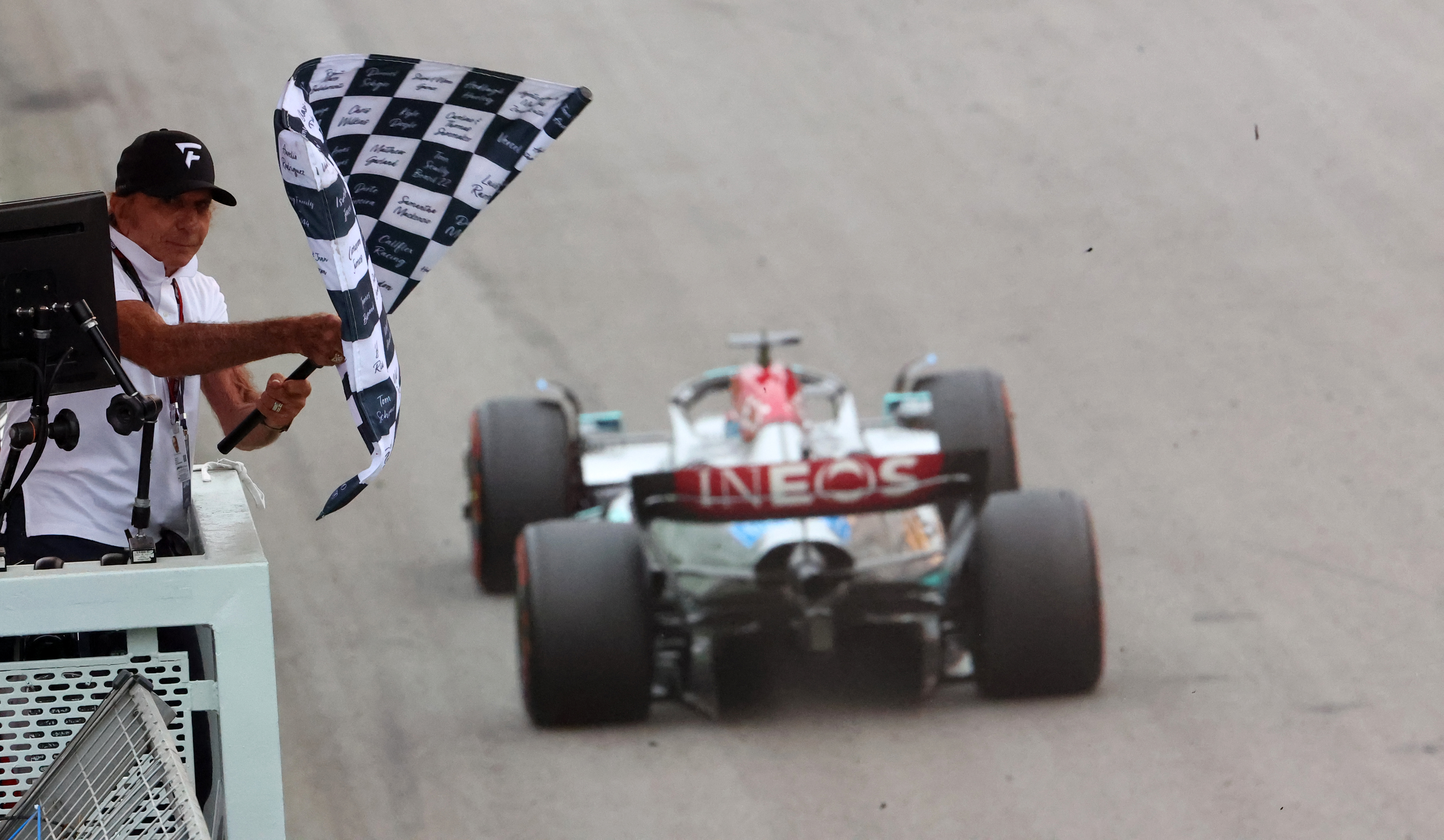
Russell a obținut prima sa victorie din Formula 1 la.

Russell s-a alăturat constructorului german Mercedes în 2022, înlocuindu-l pe Valtteri Bottas și alăturându-se septulului campion mondial, Lewis Hamilton. În prima sa cursă ca pilot pentru Mercedes, Marele Premiu al Bahrainului din 2022, s-a calificat pe locul nouă și a terminat pe locul patru. El a urcat primul său podium cu Mercedes la Marele Premiu al Australiei din 2022, beneficiind de o oprire la boxe în timpul unei perioade cu mașina de siguranță pentru a începe de pe locul șase și terminând pe locul trei. Mai multe podiumuri au venit la Marele Premiu al Spaniei, pe care l-a condus timp de patru tururi, și la Marele Premiu al Azerbaidjanului, unde a beneficiat de retragerile ambelor mașini Ferrari pentru a termina pe locul al treilea, și la Marele Premiu al Franței. La Marele Premiu al Ungariei, Russell a ocupat primul său pole position din carieră, cu 0,044 secunde înaintea lui Carlos Sainz Jr. de la Ferrari. A condus o mare parte a cursei, dar mai târziu a fost depășit de Max Verstappen și de coechipierul Hamilton, terminând pe locul al treilea. Alte podiumuri au venit la Marele Premiu al Țărilor de Jos și cel al Italiei, plasându-l la 16 puncte de locul doi în campionatul piloților. S-a calificat pe poziția a treia pentru Marele Premiu de la São Paulo și a trecut de Verstappen și Kevin Magnussen pentru a câștiga sprintul. El a fost la conducerea aproape întregii cursei pentru a termina în fața lui Hamilton, câștigând astfel primul său Mare Premiu, și obținând prima victorie pentru Mercedes din sezon. Russell a încheiat sezonul pe locul patru în campionatul piloților, obținând 275 de puncte față de cele 240 ale lui Hamilton.

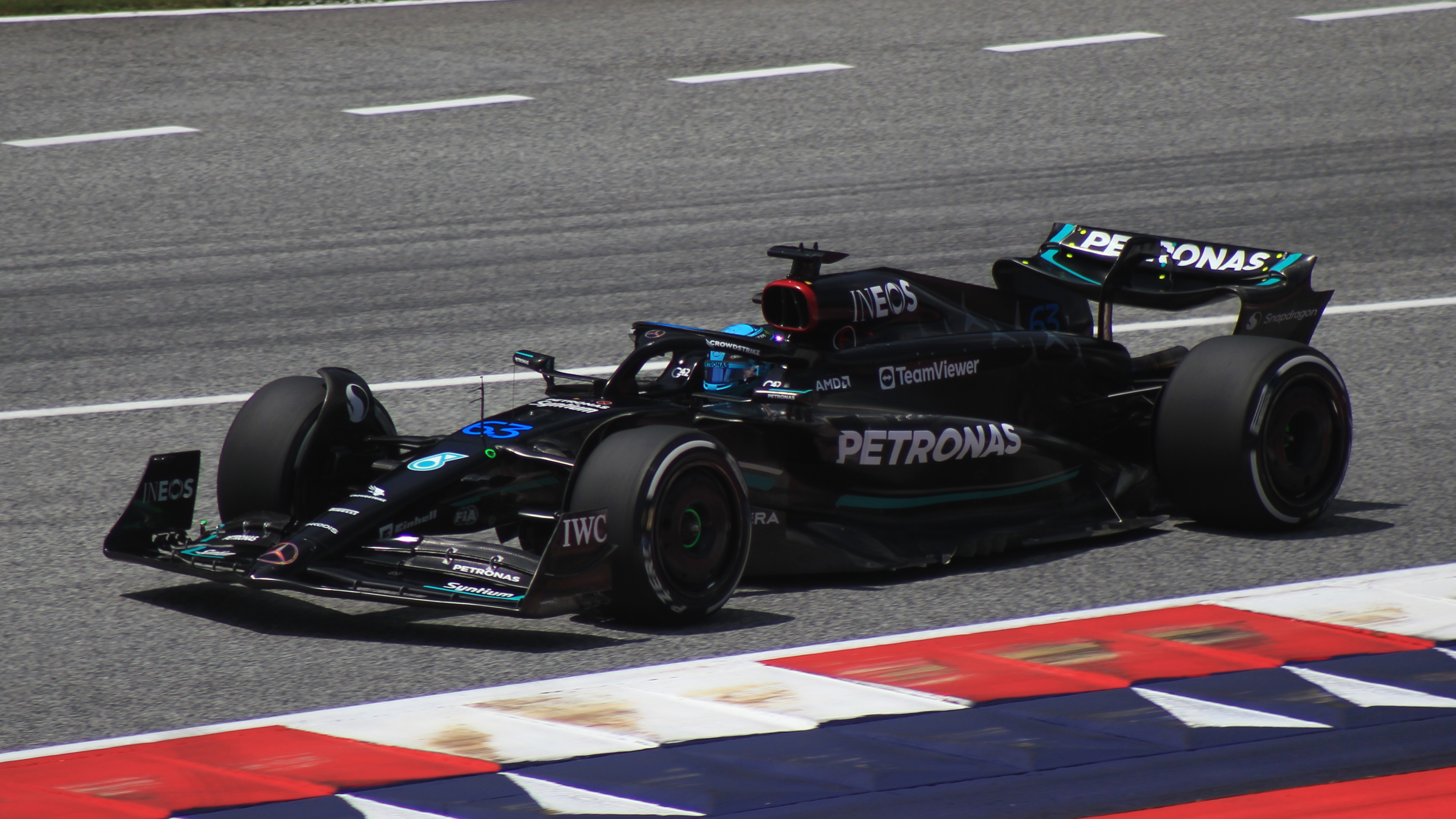
Russell în.

Russell a continuat la Mercedes alături de Hamilton și pentru 2023. El a terminat pe locul șapte la Marele Premiu al Bahrainului, cursa de deschidere a sezonului, după care a declarat că echipa este „cu mult în urmă” și că se așteaptă ca rivalii Red Bull Racing „să câștige fiecare cursă din acest sezon”. O performanță îmbunătățită la Marele Premiu al Arabiei Saudite l-a făcut să se califice și să termine pe locul patru. El a fost promovat provizoriu pe podium când Fernando Alonso a primit o penalizare, pe care Russell a descris-o totuși drept „prea extremă”. Penalizarea lui Alonso a fost ulterior anulată și Russell a fost în cele din urmă clasat pe locul patru. La Marele Premiu al Spaniei, Russell s-a ciocnit cu coechipierul Hamilton în Q2 și s-a calificat pe locul 12, ambii piloți acuzând o eroare de comunicare. În cursă, Russell și-a revenit pentru a termina pe locul al treilea în spatele lui Hamilton pentru a obține un dublu podium pentru Mercedes. El a ratat pole position cu 0,072 secunde la Marele Premiu al statului Singapore și se apropia de lideri în ultimele faze ale cursei, dar s-a izbit de zidul de protecție în turul final de pe locul trei. S-a calificat pe locul al patrulea și a terminat pe locul al treilea la Marele Premiu de la Abu Dhabi, ultima cursă a sezonului, obținând al doilea podium al sezonului și un rezultat care a câștigat locul doi în Campionatul Constructorilor pentru Mercedes. Russell a încheiat sezonul pe locul 8 în campionat, obținând 175 de puncte față de cele 234 ale lui Hamilton. Contractul său de a concura cu Mercedes a fost prelungit până la sfârșitul anului 2025.

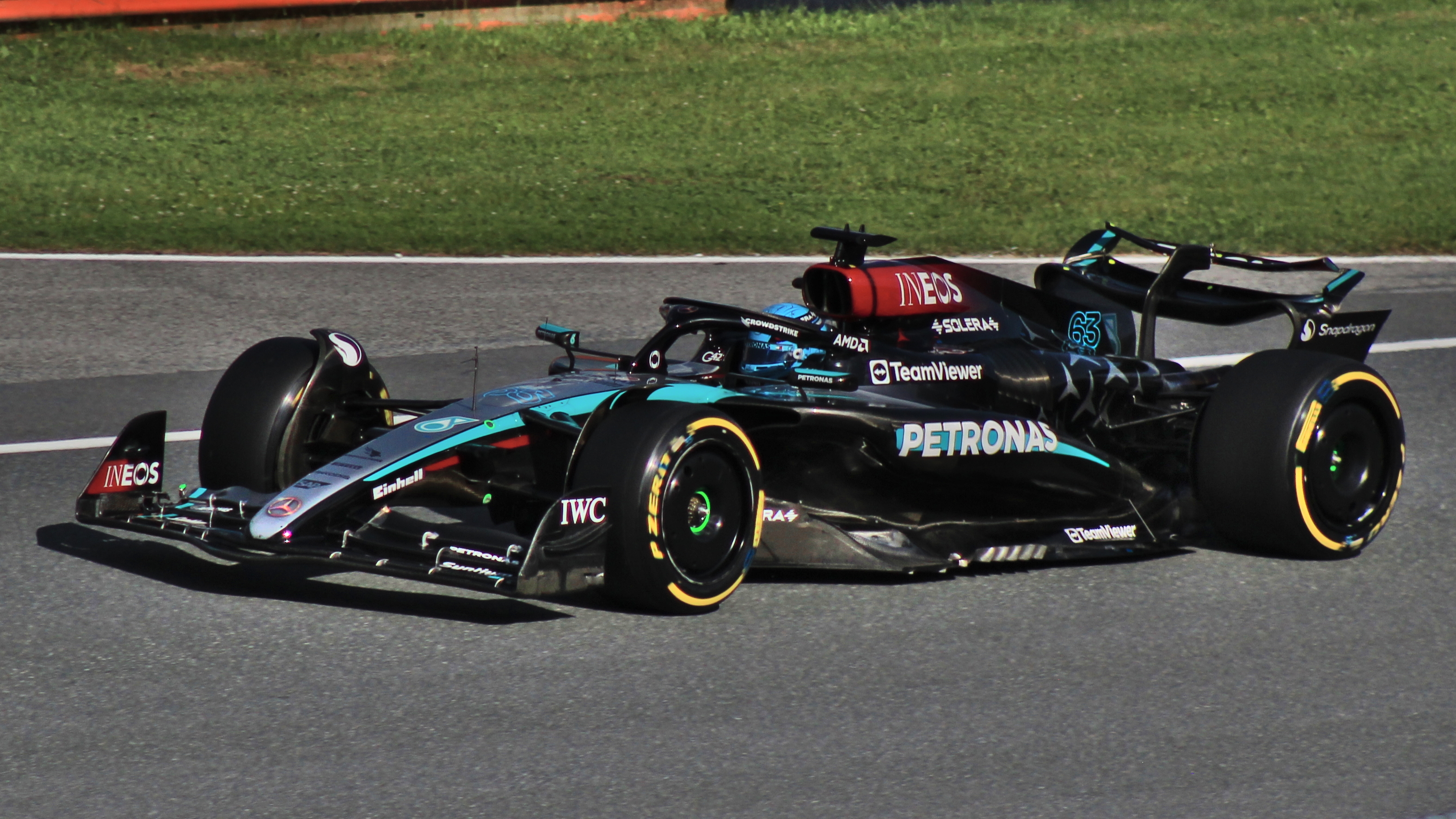
Russell în Marele Premiu al Austriei din 2024, unde a obținut a doua sa victorie din carieră.

Pentru sezonul 2024, Mercedes și-a revizuit filosofia de design cu mașina W15. Deși era rapidă, mașina era inconsecventă, dificilă cu protejarea pneurilor și grea de configurat. Echipa a avut probleme la începutul sezonului, dar Russell a observat „progrese în spatele scenei”. Până la mijlocul sezonului, Mercedes a dat lovitura, obținând podiumuri în șase curse consecutive. Russell a oferit performanțe remarcabile, inclusiv un pole și un podium la Montreal, o victorie la Spielberg după ce rivalii s-au ciocnit și un alt pole la Silverstone, unde o problemă mecanică i-a forțat retragerea. De asemenea, a câștigat la Spa, dar o descalificare după cursă a marcat primul astfel de rezultat din 1994 încoace. Forma Mercedes a devenit neregulată mai târziu în sezon, dar Russell a continuat să lupte pentru victorii. În São Paulo, el s-a aflat la conducerea cursei înainte ca un incident cu steagul roșu să anuleze o oprire strategică la boxe. La Marele Premiu al Las Vegasului, el a dominat, obținând pole position-ul și conducând 49 din cele 50 de tururi pentru a-și asigura victoria. Russell a plecat din pole position și în Qatar, după ce Verstappen a primit o penalizare pe grilă, însă a încheiat cursa pe locul patru. Russell a terminat sezonul pe locul șase în Campionatul piloților, la 22 de puncte în fața lui Hamilton.

## Statistici în Formula 1
| Sezon | Echipă                                          | Puncte | Poz. |
| ----- | ----------------------------------------------- | ------ | ---- |
| 2024  | Mercedes                                        | 245    | 6    |
| 2023  | Mercedes                                        | 175    | 8    |
| 2022  | Mercedes                                        | 275    | 4    |
| 2021  | Williams-Mercedes                               | 16     | 15   |
| 2020  | Williams-Mercedes (16 etape) Mercedes (o etapă) | 3      | 18   |
| 2019  | Williams-Mercedes                               | 0      | 20   |

## Legături externe
- Site web oficial
- George Russell sumarul carierei pe DriverDB.com